# نوزيماخون كايوموفا
نوزيماخون نومونجونوفنا كايوموفا (بالأوزبكية: Nozimaxon Noʻmonjonovna Qayumova) (مواليد 17 أغسطس 1992، ولاية نمنغان) هي رياضية ألعاب قوى بارالمبية أوزبكية. تعاني كايوموفا من ضعف في البصر وتتنافس في مسابقات رمي الرمح ضمن فئة إف 13.
فازت كايوموفا بالميدالية الذهبية في مسابقة رمي الرمح للسيدات فئة إف 13 في كل من الألعاب البارالمبية الصيفية 2016 في ريو دي جانيرو والألعاب البارالمبية الصيفية 2020 في طوكيو اليابانية.

## مسارها الرياضي
مثلت كايوموفا أوزبكستان في الألعاب البارالمبية الصيفية 2016 في ريو دي جانيرو،، وفازت بالميدالية الذهبية في منافسة رمي الرمح للسيدات فئة إف 13 برمية بلغ طولها 44.58 مترا. وبهذه الرمية، سجلت كايوموفا رقما قياسيا عالميا جديدا في فئة إف 13 لهذه المسابقة.
في بطولة العالم لألعاب القوى لذوي الاحتياجات الخاصة 2017 التي أقيمت في لندن، فازت كايوموفا بالميدالية الفضية في منافسة رمي الرمح للسيدات فئة إف 13. كما سجلت رقما قياسيا جديدا في البطولة برمية بلغت 41.25 مترا.
تأهلت كايوموفا لتمثيل أوزبكستان في الألعاب البارالمبية الصيفية 2020 في طوكيو، بعد أن فازت بالميدالية البرونزية في منافسة رمي الرمح للسيدات فئة إف 13 في بطولة العالم لألعاب القوى لذوي الاحتياجات الخاصة 2019 في دبي. وفازت بالميدالية الذهبية في منافسة رمي الرمح للسيدات فئة إف 13 في الألعاب البارالمبية الصيفية 2020 التي أقيمت في طوكيو.
في 2023، فازت بالميدالية الفضية في منافسة رمي الرمح للسيدات فئة إف 13 في بطولة العالم لألعاب القوى لذوي الاحتياجات الخاصة 2023 التي أقيمت في باريس.

## سجل الإنجازات
| العام | المسابقة                                              | المكان                        | المركز  | حدث       | ملاحظة    |
| ----- | ----------------------------------------------------- | ----------------------------- | ------- | --------- | --------- |
| 2016  | الألعاب البارالمبية الصيفية                           | ريو دي جانيرو، البرازيل       | الأولى  | رمي الرمح | 44.58 متر |
| 2017  | بطولة العالم لألعاب القوى لذوي الاحتياجات الخاصة 2017 | لندن، المملكة المتحدة         | الثانية | رمي الرمح | 41.25 متر |
| 2019  | بطولة العالم لألعاب القوى لذوي الاحتياجات الخاصة      | دبي، الإمارات العربية المتحدة | الثالثة | رمي الرمح | 38.86 متر |
| 2021  | الألعاب البارالمبية الصيفية                           | طوكيو، اليابان                | الأولى  | رمي الرمح | 42.59 متر |
| 2023  | بطولة العالم لألعاب القوى لذوي الاحتياجات الخاصة      | باريس، فرنسا                  | الثانية | رمي الرمح | 40.78 متر |

## وصلات خارجية
- نوزيماخون كايوموفا في اللجنة البارالمبية الدولية (أيضًا هنا)